# Nati il 1º maggio

## XIII secolo(4)
- 1218 - Giovanni d'Avesnes, conte († 1257)
- 1218 - Rodolfo I d'Asburgo, sovrano tedesco († 1291)
- 1238 - Magnus VI di Norvegia, re norvegese († 1280)
- 1285 - Edmund FitzAlan, IX conte di Arundel, nobile inglese († 1326)

## XIV secolo(1)
- 1326 - Rinchinbal Khan, imperatore cinese († 1332)

## XV secolo(2)
- 1430 - Ludovico Carbone, poeta, oratore e traduttore italiano († 1485)
- 1485 - Roberto II Sanseverino, nobile italiano († 1508)

## XVI secolo(14)
- 1502 - Jakob Bagge, ammiraglio svedese († 1577)
- 1503 - Celio Secondo Curione, umanista italiano († 1569)
- 1531 - Giuseppe Moleti, scienziato italiano († 1588)
- 1531 - Caterina Tomás, religiosa spagnola († 1574)
- 1533 - Filippo Pigafetta, viaggiatore, militare e letterato italiano († 1604)
- 1544 - Giovanni Maria Nosseni, architetto, scultore e scrittore svizzero († 1620)
- 1545 - François du Jon, teologo olandese († 1602)
- 1559 - Filippo Massini, letterato e poeta italiano († 1618)
- 1566 - Michiel van Mierevelt, pittore e disegnatore olandese († 1641)
- 1570 - Bartolomeo Zucchi, presbitero, storico e letterato italiano († 1630)
- 1582 - Marco da Gagliano, compositore e religioso italiano († 1643)
- 1583 - Orazio Grassi, matematico e architetto italiano († 1654)
- 1591 - Johann Adam Schall von Bell, gesuita tedesco († 1666)
- 1594 - John Haynes, politico e magistrato inglese

## XVII secolo(21)
- 1602 - William Lilly, astrologo e scrittore inglese († 1681)
- 1604 - Luigi di Borbone-Soissons, nobile francese († 1641)
- 1616 - Federico II di Brandeburgo-Ansbach, nobile tedesco († 1634)
- 1622 - Carlo De Vincentiis, violinista italiano († 1677)
- 1628 - Bartholomäus Hopfer, pittore tedesco († 1699)
- 1632 - Friedrich Spanheim il Giovane, teologo olandese († 1701)
- 1635 - Daniel Daniélis, compositore belga († 1696)
- 1644 - Marcos de Ostos, arcivescovo cattolico spagnolo († 1695)
- 1651 - Giuseppe Renato Imperiali, cardinale e abate italiano († 1737)
- 1657 - Filippo della Torre, vescovo cattolico, antiquario e numismatico italiano († 1717)
- 1665 - Elisabetta Albertina di Anhalt-Dessau, nobile († 1706)
- 1666 - Philibert Papillon, abate e letterato francese († 1738)
- 1666 - Paolo Antonio Pesenti, presbitero italiano († 1728)
- 1666 - Lorenzo Tartagni, vescovo cattolico italiano († 1752)
- 1667 - Alessandro Aldobrandini, cardinale e arcivescovo cattolico italiano († 1734)
- 1672 - Joseph Addison, politico, scrittore e drammaturgo britannico († 1719)
- 1680 - Costantino Ladislao Sobieski, nobile polacco († 1723)
- 1681 - Massimiliano Enrico di Wied-Runkel, conte († 1706)
- 1693 - Vincenzo Acqua, vescovo cattolico italiano († 1772)
- 1698 - Jacques-Bonne Gigault de Bellefonds, arcivescovo cattolico francese († 1746)
- 1698 - Francesco Robba, scultore italiano († 1757)

## XVIII secolo(41)
- 1702 - Vincenzo Martinelli, scrittore italiano († 1785)
- 1708 - Lionel Tollemache, IV conte di Dysart, nobile scozzese († 1770)
- 1726 - Justus Friedrich Wilhelm Zachariae, scrittore e poeta tedesco († 1777)
- 1726 - Antonio Zucchi, pittore italiano († 1795)
- 1729 - Brownlow Bertie, V duca di Ancaster e Kesteven, nobile e militare britannico († 1809)
- 1730 - Vittorio Amedeo Didier, letterato italiano († 1808)
- 1731 - Gustav Philip Creutz, poeta e diplomatico finlandese († 1785)
- 1731 - Ulrica Luisa di Solms-Braunfels, contessa († 1792)
- 1735 - Lorenzo Hervás y Panduro, gesuita, linguista e filologo spagnolo († 1809)
- 1739 - Filippo Campanelli, cardinale italiano († 1795)
- 1739 - Carlo Luigi Costantini, politico italiano († 1799)
- 1747 - Filippo Comerio, pittore italiano († 1827)
- 1749 - Luigia Giuli Vaccolini, artista italiana († 1811)
- 1751 - Judith Sargent Murray, scrittrice, poetessa e drammaturga statunitense († 1820)
- 1753 - Jacques Alexis Thuriot, politico, avvocato e rivoluzionario francese († 1829)
- 1754 - Francesco Bertazzoli, teologo, cardinale e poeta italiano († 1830)
- 1759 - Jacob Albright, religioso statunitense († 1808)
- 1762 - Zacharie Allemand, ammiraglio francese († 1826)
- 1764 - Benjamin Latrobe, architetto e progettista britannico († 1820)
- 1766 - Geremia Savoini, generale italiano († 1836)
- 1769 - Arthur Wellesley, I duca di Wellington, generale e politico britannico († 1852)
- 1770 - Thomas Mason, imprenditore e politico statunitense († 1800)
- 1771 - Leonardo Manin, letterato e numismatico italiano († 1853)
- 1772 - Galbraith Lowry Cole, generale e politico britannico († 1842)
- 1774 - John Reeves, naturalista inglese († 1856)
- 1775 - Jacob Joseph Balthasaar Martinn, violinista e compositore belga († 1836)
- 1778 - Alexandre-Pierre Odart, nobile e scrittore francese († 1866)
- 1780 - Augusta di Prussia, nobile tedesca († 1841)
- 1780 - Philipp Konrad Marheineke, teologo e pastore protestante tedesco († 1846)
- 1783 - Vicente Rocafuerte, politico ecuadoriano († 1847)
- 1786 - Jacob Best, imprenditore tedesco († 1861)
- 1791 - Francesco Fergola, geodeta italiano († 1845)
- 1792 - Jacques Camou, generale francese († 1868)
- 1792 - Thomas-Marie-Joseph Gousset, cardinale e arcivescovo cattolico francese († 1866)
- 1793 - Ernst Friedrich Glocker, mineralogista, geologo e paleontologo tedesco († 1858)
- 1796 - Junius Brutus Booth, attore teatrale inglese († 1852)
- 1798 - Clemente di Sassonia, principe sassone († 1822)
- 1799 - Giacomo Bernardi, vescovo cattolico italiano († 1871)
- 1800 - James Black, artigiano statunitense († 1872)
- 1800 - Fileno Briganti, generale italiano († 1860)
- 1800 - Carlo Marenco, scrittore italiano († 1846)

## XIX secolo(187)
- 1802 - Jean-Baptiste Noulet, archeologo, naturalista e geologo francese († 1890)
- 1803 - James Clarence Mangan, poeta irlandese († 1849)
- 1805 - Johann Jacoby, politico tedesco († 1877)
- 1806 - Paolo Farina, funzionario e politico italiano († 1871)
- 1807 - John Bankhead Magruder, militare statunitense († 1871)
- 1807 - František Alexandr Zach, militare ceco († 1892)
- 1811 - Filippo Cordova, patriota, giurista e politico italiano († 1868)
- 1814 - Karl von Auersperg, politico boemo († 1890)
- 1814 - Biagio Placidi, politico e scrittore italiano († 1908)
- 1814 - Alphonse Marie Ratisbonne, avvocato e presbitero francese († 1884)
- 1815 - Girolamo Costantini, politico italiano († 1880)
- 1817 - Albertina di Montenuovo, nobile italiana († 1867)
- 1818 - Edwin Wallace Stoughton, diplomatico, avvocato e saggista statunitense († 1882)
- 1820 - Henry Yule, orientalista scozzese († 1889)
- 1822 - Julius von Haast, geologo tedesco († 1887)
- 1824 - Salvatore Morelli, scrittore, giornalista e patriota italiano († 1880)
- 1824 - Alexander William Williamson, chimico britannico († 1904)
- 1825 - Johann Jakob Balmer, matematico, insegnante e docente svizzero († 1898)
- 1825 - George Inness, pittore statunitense († 1894)
- 1825 - Federico Salomone, patriota e politico italiano († 1884)
- 1827 - Jules Breton, pittore e poeta francese († 1906)
- 1828 - Adelardo López de Ayala, scrittore e politico spagnolo († 1879)
- 1828 - George Clarkson Stanfield, pittore britannico († 1878)
- 1829 - José de Alencar, politico e scrittore brasiliano († 1877)
- 1829 - Anthony Frederick Augustus Sandys, pittore e disegnatore inglese († 1904)
- 1830 - Guido Gezelle, prete e poeta belga († 1899)
- 1830 - Charles Champoiseau, diplomatico e archeologo francese († 1909)
- 1831 - Emily Stowe, medico canadese († 1903)
- 1832 - Philip Watkins McKinney, politico statunitense († 1899)
- 1834 - Francesco Fiorentino, filosofo e storico della filosofia italiano († 1884)
- 1834 - Filippo Liardo, pittore e patriota italiano († 1917)
- 1837 - Mary Harris Jones, sindacalista e operaia statunitense († 1930)
- 1837 - Walter Hauser, politico svizzero († 1902)
- 1839 - Hilaire de Chardonnet, ingegnere e inventore francese († 1924)
- 1839 - Adolf Guyer-Zeller, imprenditore svizzero († 1899)
- 1840 - Arnold Ludwig Gotthilf Heller, anatomista tedesco († 1913)
- 1840 - Charles Jacobus, giocatore di roque statunitense († 1922)
- 1840 - Eugenio Ravà, patriota italiano († 1901)
- 1842 - Agostino Della Sala Spada, scrittore e giornalista italiano († 1913)
- 1843 - Paolo Fabrizi, politico e medico italiano († 1917)
- 1843 - Filippo Giacomo Novaro, chirurgo italiano († 1934)
- 1844 - Jules Gravereaux, botanico francese († 1916)
- 1844 - Henri Parinaud, oculista e neurologo francese († 1905)
- 1845 - Lawson Tait, medico britannico († 1899)
- 1846 - Jean-Joseph Weerts, pittore francese († 1927)
- 1848 - James Ford Rhodes, storico e scrittore statunitense († 1927)
- 1848 - Robert Smith, calciatore scozzese († 1914)
- 1850 - Robert Binswanger, psichiatra svizzero († 1910)
- 1850 - Giovanni Mariotti, politico e archeologo italiano († 1935)
- 1850 - Arturo, duca di Connaught e Strathearn, nobile († 1942)
- 1851 - Eberhard Nestle, biblista e orientalista tedesco († 1913)
- 1852 - Gildaldo Bassi, fotografo italiano († 1932)
- 1852 - Calamity Jane, pistolera e avventuriera statunitense († 1903)
- 1852 - Italo Giglioli, chimico italiano († 1920)
- 1852 - Frédéric Henry Micheler, generale francese († 1917)
- 1852 - Santiago Ramón y Cajal, medico spagnolo († 1934)
- 1853 - Amédée Galzin, micologo e veterinario francese († 1925)
- 1853 - Jacob Gordin, scrittore russo († 1909)
- 1853 - Augusto Guidini, architetto e urbanista svizzero († 1928)
- 1854 - Percy French, poeta, cantautore e pittore irlandese († 1920)
- 1855 - Cecilia Beaux, pittrice statunitense († 1942)
- 1855 - Marie Corelli, scrittrice e poetessa inglese († 1924)
- 1856 - Maria Cristina Brando, religiosa italiana († 1906)
- 1857 - Etha Fles, pittrice, scrittrice e critica d'arte olandese († 1948)
- 1857 - Theodorus van Gogh, mercante d'arte e antiquario olandese († 1891)
- 1859 - Jacqueline Comerre-Paton, pittrice francese († 1955)
- 1859 - Alexandru Philippide, linguista rumeno († 1933)
- 1861 - Corrado Ciamberlini, matematico italiano († 1944)
- 1862 - Pompeo Bettini, scrittore, drammaturgo e poeta italiano († 1896)
- 1862 - Marcel Prévost, scrittore, drammaturgo e giornalista francese († 1941)
- 1863 - Luigi Berzolari, matematico italiano († 1949)
- 1863 - Augustine Francis Schinner, vescovo cattolico statunitense († 1937)
- 1864 - Anna Jarvis, statunitense († 1948)
- 1864 - Tito Trocchi, arcivescovo cattolico italiano († 1947)
- 1865 - Pasquale De Luca, scrittore italiano († 1929)
- 1866 - Giacomo Cecconi, entomologo e naturalista italiano († 1941)
- 1868 - Federico Carlo d'Assia-Kassel, sovrano († 1940)
- 1868 - Ferruccio Garavaglia, attore italiano († 1912)
- 1869 - Giuseppe Broglia, dirigente d'azienda e politico italiano († 1938)
- 1869 - Vincenzo Tiberio, medico, farmacologo e igienista italiano († 1915)
- 1872 - Hugo Alfvén, compositore, direttore d'orchestra e violinista svedese († 1960)
- 1872 - Sidónio Pais, politico portoghese († 1918)
- 1873 - Leonardo Grassi, filosofo e pedagogista italiano († 1961)
- 1873 - Willi Rickmer Rickmers, esploratore, naturalista e alpinista tedesco († 1965)
- 1873 - Letterio Savoja, ingegnere italiano († 1948)
- 1873 - Shi Meiyu, medico cinese († 1954)
- 1874 - Paul Van Asbroeck, tiratore a segno belga († 1959)
- 1874 - Romaine Brooks, pittrice statunitense († 1970)
- 1875 - David Hall, mezzofondista statunitense († 1972)
- 1875 - Gavriil Adrianovič Tichov, astronomo sovietico († 1960)
- 1876 - Maurits van Löben Sels, schermidore olandese († 1944)
- 1878 - Bernard Gordon-Lennox, militare britannico († 1914)
- 1878 - Poul Hartmann, canottiere danese († 1969)
- 1878 - Guillaume Seznec, francese († 1954)
- 1879 - Aimée Antoinette Camus, botanica francese († 1965)
- 1879 - Erich Ludwig, rugbista a 15 tedesco († 1934)
- 1879 - Paul Theodor Range, naturalista e geologo tedesco († 1959)
- 1879 - Domenico Siciliani, generale italiano († 1938)
- 1880 - Albert Lasker, pubblicitario e filantropo statunitense († 1952)
- 1880 - Salvatore Santeramo, presbitero italiano († 1969)
- 1880 - Hans Tietze, storico dell'arte austriaco († 1954)
- 1880 - Konrad Weiß, scrittore tedesco († 1940)
- 1881 - Mary MacLane, scrittrice statunitense († 1929)
- 1881 - John Svanberg, mezzofondista e maratoneta svedese († 1957)
- 1881 - Pierre Teilhard de Chardin, gesuita, filosofo e paleontologo francese († 1955)
- 1882 - Eugen Krón, pittore slovacco († 1974)
- 1882 - Evelyn Seymour, XVII duca di Somerset, nobile britannico († 1954)
- 1883 - Karel Heijting, calciatore olandese († 1951)
- 1883 - Tom Moore, attore e regista irlandese († 1955)
- 1883 - Adolf Naef, zoologo e paleontologo svizzero († 1949)
- 1884 - Orazio Amato, pittore e politico italiano († 1952)
- 1884 - Siegfried Aufhäuser, politico e sindacalista tedesco († 1969)
- 1884 - Josef Waitzer, discobolo, giavellottista e multiplista tedesco († 1966)
- 1885 - Albert Victor Alexander, I conte Alexander di Hillsborough, politico inglese († 1965)
- 1885 - Guido Calori, scultore e ceramista italiano († 1960)
- 1885 - Károly Levitzky, canottiere ungherese († 1978)
- 1885 - Walter Lichel, generale tedesco († 1969)
- 1885 - Clément Pansaers, scrittore belga († 1922)
- 1885 - Knut Torell, ginnasta svedese († 1966)
- 1886 - Joseph Achron, compositore e violinista russo († 1943)
- 1886 - Walter-Wilhelm Cramer, tedesco († 1944)
- 1886 - Benjamin Anderson, economista statunitense († 1949)
- 1886 - Natalie Moszkowska, economista e politica polacca († 1968)
- 1886 - Ivan Nanut, lottatore italiano († 1958)
- 1887 - Bessarione, missionario, politico e arcivescovo ortodosso albanese († 1965)
- 1887 - Andrea Caffi, filosofo, politico e giornalista italiano († 1955)
- 1887 - Vincenzo Cardarelli, poeta, scrittore e giornalista italiano († 1959)
- 1887 - Alan Cunningham, generale britannico († 1983)
- 1888 - Attilio Cavallini, pittore italiano († 1946)
- 1888 - Beniamino De Ritis, giornalista e scrittore italiano († 1956)
- 1888 - Alphons Fryland, attore austriaco († 1953)
- 1888 - John Francis O'Hara, cardinale e arcivescovo cattolico statunitense († 1960)
- 1889 - Armando Maugini, agronomo italiano († 1975)
- 1890 - Clelia Lollini, medico italiana († 1963)
- 1891 - Walter Borck, calciatore tedesco († 1949)
- 1891 - Charley Patton, chitarrista e cantante statunitense († 1934)
- 1891 - Aleksandr Efimovič Razumnyj, regista cinematografico russo († 1972)
- 1891 - Károly Rémi, nuotatore e pallanuotista ungherese († 1914)
- 1892 - Giovanni Vittorio Amoretti, germanista italiano († 1988)
- 1892 - Betty Ross Clarke, attrice statunitense († 1970)
- 1892 - Artturi Nyyssönen, calciatore finlandese († 1973)
- 1893 - Enrico Brega, calciatore italiano († 1953)
- 1893 - Guido Calvi, mezzofondista italiano († 1958)
- 1893 - Agatino Malerba, ufficiale italiano († 1917)
- 1894 - Luigi Barbesino, calciatore, allenatore di calcio e aviatore italiano († 1941)
- 1894 - Patsy De Forest, attrice statunitense († 1966)
- 1894 - Semën Vasil'evič Ėl'ger, poeta, scrittore e saggista russo († 1966)
- 1894 - Manlio Faggella, avvocato, filologo e traduttore italiano († 1978)
- 1894 - Maria Restituta Kafka, religiosa austriaca († 1943)
- 1894 - Raffaele Martinetti-Bianchi, nobile italiano († 1962)
- 1895 - Karl-Heinrich Brenner, generale tedesco († 1954)
- 1895 - Nikolaj Ivanovič Ežov, politico e militare sovietico († 1940)
- 1895 - André Gaboriaud, schermidore francese († 1969)
- 1895 - Angelo Malvicini, maratoneta italiano († 1949)
- 1895 - Luciano Miori, politico italiano († 1975)
- 1895 - Ralph Murphy, regista e sceneggiatore statunitense († 1967)
- 1896 - Carl Abrahamsson, hockeista su ghiaccio svedese († 1948)
- 1896 - Gaetano Aliperta, militare e aviatore italiano († 1986)
- 1896 - Herbert Backe, politico tedesco († 1947)
- 1896 - Aleksej Česlavovič Brodovič, designer e fotografo sovietico († 1971)
- 1896 - Mark Clark, generale statunitense († 1984)
- 1896 - Joseph Collins, generale statunitense († 1987)
- 1896 - Ray Rennahan, direttore della fotografia statunitense († 1980)
- 1897 - Georges Berger, ginnasta francese († 1952)
- 1897 - Eugen Bönsch, aviatore austro-ungarico († 1951)
- 1897 - Cesare Salvestroni, ufficiale italiano († 1945)
- 1898 - William Hirigoyen, rugbista a 15, bobbista e skeletonista francese († 1962)
- 1898 - Władysław Goral, vescovo cattolico polacco († 1945)
- 1898 - Giovanni Battista Pighi, latinista e poeta italiano († 1978)
- 1898 - Giuseppe Porcheddu, illustratore, ceramista e pittore italiano († 1947)
- 1898 - Alfred Schmidt, sollevatore estone († 1972)
- 1898 - Henry DeWolf Smyth, fisico, dirigente pubblico e diplomatico statunitense († 1986)
- 1898 - Gleb Struve, scrittore, saggista e critico letterario russo († 1985)
- 1898 - David Tobey, cestista, allenatore di pallacanestro e arbitro di pallacanestro statunitense († 1988)
- 1899 - Giuseppe Aimi, calciatore italiano
- 1899 - Jón Leifs, compositore, pianista e direttore d'orchestra islandese († 1968)
- 1900 - Viktor Avilov, diplomatico russo († 1997)
- 1900 - Robert Baberske, direttore della fotografia tedesco († 1958)
- 1900 - Matteo Bonino, politico italiano († 1991)
- 1900 - Vittoria Crispo, attrice italiana († 1973)
- 1900 - Julanne Johnston, attrice statunitense († 1988)
- 1900 - Ray Keech, pilota automobilistico statunitense († 1929)
- 1900 - Manuel Maples Arce, poeta, politico e diplomatico messicano († 1981)
- 1900 - Ignazio Silone, scrittore, giornalista e politico italiano († 1978)
- 1900 - Guglielmo Visocchi, politico italiano († 1959)
- 1900 - Aleksander Wat, scrittore e poeta polacco († 1967)
- 1900 - Erich von der Heyde, agronomo tedesco († 1984)

## XX secolo(932)
- 1901 - Sterling Brown, scrittore, poeta e critico letterario statunitense († 1989)
- 1901 - Slats Gill, cestista, giocatore di baseball e allenatore di pallacanestro statunitense († 1966)
- 1901 - Heinz Roemheld, compositore statunitense († 1985)
- 1901 - Giovanni Sarotti, militare italiano († 1935)
- 1901 - Antal Szerb, scrittore e critico letterario ungherese († 1945)
- 1902 - Andrea Gusmai, pittore italiano († 1992)
- 1902 - Henri Hoevenaers, ciclista su strada e pistard belga († 1958)
- 1902 - Ernst Nagelschmitz, calciatore tedesco († 1987)
- 1903 - Augusto Galli, direttore del doppiaggio, dialoghista e attore italiano († 1981)
- 1903 - Eusebio Giambone, partigiano e operaio italiano († 1944)
- 1903 - Sándor Ivády, pallanuotista ungherese († 1998)
- 1903 - Vittorio Tassi, carabiniere e partigiano italiano († 1944)
- 1903 - Melvin E. Thompson, politico statunitense († 1980)
- 1904 - Mario Gelada, calciatore italiano
- 1904 - Nicolae Goldberger, politico rumeno († 1970)
- 1904 - Anton Janda, calciatore austriaco († 1985)
- 1904 - Joël de Oliveira Monteiro, calciatore brasiliano († 1990)
- 1904 - Lucia Pamela, cantante e musicista statunitense († 2002)
- 1905 - Aleksandr Fёdorovič Borisov, attore e regista sovietico († 1982)
- 1905 - Geronimo I, arcivescovo ortodosso e monaco cristiano greco († 1988)
- 1905 - Giuseppe Giacomantonio, compositore italiano († 1978)
- 1905 - Günther Hoffmann-Schönborn, generale tedesco († 1970)
- 1905 - Leila Hyams, attrice statunitense († 1977)
- 1905 - Henry Koster, regista e sceneggiatore tedesco († 1988)
- 1905 - Ilya Lopert, produttore cinematografico statunitense († 1971)
- 1905 - Konstantin Travin, cestista e allenatore di pallacanestro sovietico († 1988)
- 1906 - Vittorio Enzo Alfieri, filosofo e antifascista italiano († 1997)
- 1906 - Jo e Anne Bakker, olandese († 1995)
- 1906 - Josephine Dunn, attrice statunitense († 1983)
- 1906 - Rose Hobart, attrice statunitense († 2000)
- 1906 - Mario Schisa, pianista e compositore italiano († 1980)
- 1906 - Horst Schumann, medico tedesco († 1983)
- 1906 - Karl Steinhuber, canoista austriaco († 2002)
- 1906 - Jurij Tolubeev, attore sovietico († 1979)
- 1907 - Marcel Bezençon, giornalista svizzero († 1981)
- 1907 - Alferio Cubi, allenatore di calcio e calciatore italiano († 1993)
- 1907 - Federico Pedrocchi, fumettista italiano († 1945)
- 1907 - Kate Smith, cantante e contralto statunitense († 1986)
- 1908 - Henry Duey, sollevatore statunitense († 1993)
- 1908 - Giovannino Guareschi, scrittore e giornalista italiano († 1968)
- 1908 - Morris Kline, matematico statunitense († 1992)
- 1908 - Krystyna Skarbek, agente segreta polacca († 1952)
- 1908 - Niccolò Tucci, scrittore e giornalista italiano († 1999)
- 1909 - Július Barč-Ivan, drammaturgo slovacco († 1953)
- 1909 - Vito Natale Labate, calciatore italiano († 1990)
- 1909 - Endel Puusepp, militare estone († 1996)
- 1909 - Ghiannis Ritsos, poeta greco († 1990)
- 1910 - Cliff Battles, giocatore di football americano statunitense († 1981)
- 1910 - René Blieck, poeta e avvocato belga († 1945)
- 1910 - Behice Boran, sociologa e politica turca († 1987)
- 1910 - Pietro Bresciani, calciatore italiano († 1963)
- 1910 - Josef Allen Hynek, ufologo, astronomo e docente statunitense († 1986)
- 1910 - Antonio Morzenti, calciatore italiano
- 1910 - Maurice Noble, disegnatore e regista statunitense († 2001)
- 1910 - Marcello Petacci, chirurgo italiano († 1945)
- 1910 - Aleksandr Kazimirovič Toluš, scacchista sovietico († 1969)
- 1911 - Giuseppe La Loggia, politico italiano († 1994)
- 1911 - Leonardo Magnani, militare italiano († 1936)
- 1911 - Gino Passeri, militare e aviatore italiano († 1937)
- 1911 - Koçi Xoxe, generale e politico albanese († 1949)
- 1912 - Otto Kretschmer, ammiraglio tedesco († 1998)
- 1912 - Winthrop Rockefeller, politico statunitense († 1973)
- 1912 - Emilio Secci, politico italiano († 1976)
- 1912 - Hansi Wendler, attrice tedesca († 2010)
- 1913 - Florence Bell, biofisica e biochimica britannica († 2000)
- 1913 - Alfred Kienzle, pallanuotista tedesco († 1940)
- 1913 - Paul Donald MacLean, medico e neuroscienziato statunitense († 2007)
- 1913 - Riccardo Manzi, vignettista e pittore italiano († 1991)
- 1913 - Balraj Sahni, attore indiano († 1973)
- 1914 - Mino Delle Site, pittore e scultore italiano († 1996)
- 1914 - Pierino Favalli, ciclista su strada italiano († 1986)
- 1914 - Rudolf Gellesch, calciatore tedesco († 1990)
- 1914 - John Henry Lewis, pugile statunitense († 1974)
- 1914 - Manuel Roero, attore argentino
- 1915 - Oswald Baker, presbitero inglese († 2004)
- 1915 - Hoàng Văn Thái, generale e politico vietnamita († 1986)
- 1915 - Giuseppe Martino, pistard e ciclista su strada italiano († 2001)
- 1915 - Américo Menutti, calciatore e allenatore di calcio argentino
- 1915 - Hanns-Martin Schleyer, dirigente d'azienda e funzionario tedesco († 1977)
- 1915 - Ladislas Smid, calciatore ungherese († 1990)
- 1915 - Art Stevens, animatore e regista statunitense († 2007)
- 1915 - Archie Williams, velocista statunitense († 1993)
- 1916 - Glenn Ford, attore canadese († 2006)
- 1916 - Giulio Siragusa, militare italiano († 1943)
- 1916 - Rong Yiren, politico e imprenditore cinese († 2005)
- 1917 - Jacqueline Beaujeu-Garnier, geografa francese († 1995)
- 1917 - John Beradino, attore e giocatore di baseball statunitense († 1996)
- 1917 - Fëdor Chitruk, regista, sceneggiatore e animatore sovietico († 2012)
- 1917 - Danielle Darrieux, attrice francese († 2017)
- 1917 - Frank Garcia, cestista e giocatore di baseball statunitense († 1956)
- 1917 - Pasquale Torre, calciatore italiano († 1966)
- 1918 - Gerš Ickovič Budker, fisico sovietico († 1977)
- 1918 - Alberto Héber Usher, politico uruguaiano († 1981)
- 1918 - Salvador Lazo Lazo, vescovo cattolico filippino († 2000)
- 1918 - Jack Paar, conduttore televisivo, comico e attore statunitense († 2004)
- 1918 - Berndt-Otto Rehbinder, schermidore svedese († 1974)
- 1919 - Phyllis Adair, attrice statunitense († 1990)
- 1919 - Domenico Buccini, politico italiano († 2008)
- 1919 - Manna Dey, cantante indiano († 2013)
- 1919 - Mohammed Karim Lamrani, politico marocchino († 2018)
- 1919 - Guido Malatesta, regista cinematografico, sceneggiatore e giornalista italiano († 1970)
- 1919 - John Meredyth Lucas, produttore cinematografico, sceneggiatore e regista statunitense († 2002)
- 1919 - Win Mortimer, fumettista canadese († 1998)
- 1919 - Dan O'Herlihy, attore irlandese († 2005)
- 1920 - Giuseppe Casini, partigiano italiano († 1945)
- 1920 - Nicolae Simatoc, calciatore e allenatore di calcio romeno († 1979)
- 1920 - Luigi Tropeano, politico italiano († 1987)
- 1921 - Gilbert Durand, antropologo e saggista francese († 2012)
- 1921 - Elisabetta Gallo, politica italiana († 2014)
- 1921 - Rosalia Maggio, attrice italiana († 1995)
- 1921 - Henri Massal, ciclista su strada francese († 2009)
- 1921 - László Molnár, militare e aviatore ungherese († 1944)
- 1922 - Predrag Đajić, calciatore jugoslavo († 1979)
- 1922 - Vincenzo Gatto, politico italiano († 2005)
- 1922 - Tad Mosel, drammaturgo e sceneggiatore statunitense († 2008)
- 1922 - Giuseppe Prestipino, filosofo, sociologo e politico italiano († 2020)
- 1923 - Frankie Brian, cestista statunitense († 2017)
- 1923 - Fernando Cabrita, calciatore e allenatore di calcio portoghese († 2014)
- 1923 - Gunnar Eide, calciatore norvegese († 1994)
- 1923 - Joseph Heller, scrittore, commediografo e sceneggiatore statunitense († 1999)
- 1923 - Lino Jeva, fumettista e disegnatore italiano († 2015)
- 1923 - Antonio Maria Mucciolo, arcivescovo cattolico italiano († 2012)
- 1923 - Ion Popescu-Gopo, regista e animatore rumeno († 1989)
- 1923 - Billy Steel, calciatore scozzese († 1982)
- 1924 - Mario Agüero, cestista cubano († 2001)
- 1924 - Viktor Petrovič Astaf'ev, scrittore russo († 2001)
- 1924 - Evelyn Boyd Granville, matematica e programmatrice statunitense († 2023)
- 1924 - Claudine Dupuis, attrice francese († 1994)
- 1924 - Federico Garofalo, pianista e compositore italiano († 2000)
- 1924 - Karel Kachyňa, regista e sceneggiatore ceco († 2004)
- 1924 - Grégoire Kayibanda, politico ruandese († 1976)
- 1924 - Terry Southern, scrittore e sceneggiatore statunitense († 1995)
- 1924 - Carletto Sposito, attore italiano († 1984)
- 1924 - Piero Torriti, storico dell'arte, critico d'arte e funzionario italiano († 2015)
- 1924 - Alan Arthur Wells, ingegnere britannico († 2005)
- 1925 - Gabriele Amorth, presbitero, scrittore e partigiano italiano († 2016)
- 1925 - Chuck Bednarik, giocatore di football americano statunitense († 2015)
- 1925 - Malcolm Carpenter, astronauta statunitense († 2013)
- 1925 - Bergljot Hobæk Haff, scrittrice norvegese († 2016)
- 1925 - Savino Mosca, calciatore italiano
- 1925 - Guido Tieghi, allenatore di calcio e calciatore italiano († 1973)
- 1925 - Paul White, attore statunitense († 1978)
- 1926 - Cora Mae Bryant, cantante e compositrice statunitense († 2008)
- 1926 - Doug Cowie, calciatore e allenatore di calcio scozzese († 2021)
- 1926 - Peter David Lax, matematico statunitense († 2025)
- 1927 - Greta Andersen, nuotatrice danese († 2023)
- 1927 - Gary Bertini, direttore d'orchestra e compositore israeliano († 2005)
- 1927 - Laura Betti, attrice, regista e cantante italiana († 2004)
- 1927 - Rubí Cerioni, calciatore argentino († 2012)
- 1927 - Roberto Fiorio, calciatore italiano
- 1927 - Nico Henri Frijda, psicologo e docente olandese († 2015)
- 1927 - Nicolas Huỳnh Văn Nghi, vescovo cattolico vietnamita († 2015)
- 1927 - Bernard Vukas, calciatore jugoslavo († 1983)
- 1927 - Albert Zafy, politico malgascio († 2017)
- 1927 - Walter Zeman, calciatore austriaco († 1991)
- 1928 - Adelchi Brach, allenatore di calcio e calciatore italiano († 2003)
- 1928 - Mario Cenci, musicista, compositore e paroliere italiano († 1996)
- 1928 - Sisavath Keobounphanh, politico laotiano († 2020)
- 1928 - Vitalij Vjačeslavovič Mel'nikov, regista sovietico († 2022)
- 1928 - Madeleine Moreau, tuffatrice francese († 1995)
- 1928 - Pietro Nuti, attore italiano († 2023)
- 1928 - Raoul Servais, regista e sceneggiatore belga († 2023)
- 1928 - Desmond Titterington, pilota automobilistico britannico († 2002)
- 1928 - Angelo Ziccardi, politico italiano († 2019)
- 1929 - Ralf Dahrendorf, sociologo, politologo e politico tedesco († 2009)
- 1929 - Miguel Etchecolatz, poliziotto e criminale argentino († 2022)
- 1929 - Valentin Huot, ciclista su strada francese († 2017)
- 1929 - Michail Krivonosov, martellista sovietico († 1994)
- 1929 - Azzeddine Laraki, politico marocchino († 2010)
- 1929 - Rik Van Nutter, attore e imprenditore statunitense († 2005)
- 1929 - Pietro Scibilia, imprenditore e dirigente sportivo italiano († 2013)
- 1929 - Robert Varnajo, ciclista su strada e pistard francese († 2024)
- 1930 - Ethel Ayler, attrice statunitense († 2018)
- 1930 - Félix Antonio Benegas, ex calciatore paraguaiano
- 1930 - Paul Benioff, fisico statunitense († 2022)
- 1930 - Francesco Di Caro, politico italiano
- 1930 - Virgilio Gaito, avvocato italiano
- 1930 - Davor Grčić, calciatore jugoslavo († 2012)
- 1930 - John Hirsch, regista teatrale ungherese († 1989)
- 1930 - Little Walter, armonicista, chitarrista e cantante statunitense († 1968)
- 1930 - Norbert Kückelmann, regista e sceneggiatore tedesco († 2017)
- 1930 - Ollie Matson, velocista e giocatore di football americano statunitense († 2011)
- 1930 - David Matza, sociologo e criminologo statunitense († 2018)
- 1930 - Mario Pinzauti, regista e sceneggiatore italiano († 2010)
- 1930 - Ugo Stornaiolo, scrittore, giornalista e ingegnere italiano († 2024)
- 1930 - Norman G. Thomas, astronomo statunitense († 2020)
- 1931 - Yüksel Alkan, cestista turco († 2017)
- 1931 - Riccardo Dalisi, architetto, designer e artista italiano († 2022)
- 1931 - Gérald Genta, progettista e gioielliere svizzero († 2011)
- 1931 - Georgi Nikolov, calciatore bulgaro († 1978)
- 1931 - Chaudhry Ghulam Rasool, hockeista su prato pakistano († 1991)
- 1931 - Elwira Seroczyńska, pattinatrice di velocità su ghiaccio polacca († 2004)
- 1931 - Ira Sullivan, musicista e compositore statunitense († 2020)
- 1932 - Donald Kagan, storico statunitense († 2021)
- 1932 - Franco Pannuti, oncologo italiano († 2018)
- 1932 - Armando Petrucci, paleografo, medievista e diplomatista italiano († 2018)
- 1932 - Franco Rosa, calciatore e allenatore di calcio italiano († 2022)
- 1932 - Antonio Subirana, pallanuotista spagnolo († 2010)
- 1932 - Sandy Woodward, ammiraglio britannico († 2013)
- 1933 - Costantino Berlenghi, generale italiano († 2024)
- 1933 - Michel Camdessus, economista francese
- 1933 - Stefano Maria Manelli, religioso italiano
- 1934 - Cuauhtémoc Cárdenas, politico messicano
- 1934 - Giorgio De Marchi, calciatore italiano († 2020)
- 1934 - Shirley Horn, cantante e pianista statunitense († 2005)
- 1934 - Phillip King, scultore e docente britannico († 2021)
- 1934 - John McLeod, ex cestista canadese
- 1934 - John Meillon, attore australiano († 1989)
- 1934 - Patrick O'Connor, ex calciatore scozzese
- 1934 - Sékou Touré, calciatore ivoriano († 2003)
- 1934 - Károly Wieland, canoista ungherese († 2020)
- 1935 - Julian Mitchell, drammaturgo e sceneggiatore inglese
- 1935 - Ugo Signorini, artista e pittore italiano († 1999)
- 1936 - Étienne Becker, direttore della fotografia francese († 1995)
- 1936 - Giuseppe Coco, disegnatore italiano († 2012)
- 1937 - Federica Rossi Gasparrini, ex politica italiana
- 1937 - Alan Seiden, cestista statunitense († 2008)
- 1937 - Una Stubbs, attrice britannica († 2021)
- 1937 - Bruno Viserta Costantini, politico italiano
- 1938 - Edo Patregnani, calciatore e allenatore di calcio italiano († 2013)
- 1939 - Aba Cercato, conduttrice televisiva e annunciatrice televisiva italiana
- 1939 - Judy Collins, cantautrice e attrice statunitense
- 1939 - Wilhelmina Cooper, supermodella e imprenditrice olandese († 1980)
- 1939 - Christiane Hammacher, attrice tedesca
- 1939 - Isabella, cantante, attrice e cabarettista italiana († 2025)
- 1939 - Francisco Majewski, calciatore uruguaiano († 2012)
- 1939 - Johano Strasser, politologo e scrittore tedesco
- 1940 - Fakhruddin Ahmed, politico e economista bangladese
- 1940 - Felipe Arizmendi Esquivel, cardinale e vescovo cattolico messicano
- 1940 - Brian Godfrey, calciatore e allenatore di calcio gallese († 2010)
- 1940 - Paola Mannoni, attrice e doppiatrice italiana
- 1940 - Gino Masciarelli, scultore italiano († 2021)
- 1940 - Dante Masolini, ex cestista e allenatore di pallacanestro argentino
- 1940 - Fuat Necati Öncel, avvocato e politico turco
- 1940 - Elsa Peretti, designer e filantropa italiana († 2021)
- 1940 - Gerhard Sturmberger, calciatore austriaco († 1991)
- 1941 - Jorge Arrate, politico cileno
- 1941 - George Lehmann, cestista e allenatore di pallacanestro statunitense († 2024)
- 1941 - Elio Zamuto, attore, doppiatore e direttore del doppiaggio italiano
- 1941 - Walter Mignolo, semiologo, filosofo e critico letterario argentino
- 1941 - Asil Nadir, imprenditore cipriota († 2025)
- 1941 - Valeriano Pérez, ex schermidore messicano
- 1941 - Magne Thomassen, ex pattinatore di velocità su ghiaccio norvegese
- 1942 - Charlie Aitken, calciatore scozzese († 2023)
- 1942 - Gerald Ashworth, ex velocista statunitense
- 1942 - Jed Graef, ex nuotatore statunitense
- 1942 - Giuseppe Lanci, direttore della fotografia italiano
- 1942 - Stephen Macht, attore statunitense
- 1942 - José Mesiano, calciatore argentino († 2017)
- 1942 - Giovanni Mongiello, politico italiano
- 1942 - Jean Saubert, sciatrice alpina statunitense († 2007)
- 1942 - Asım Tanış, linguista e scrittore turco
- 1943 - Barry Clemens, ex cestista statunitense
- 1943 - Andrea Degortes, fantino italiano
- 1943 - Anna Maria Nucci, politica italiana († 2017)
- 1943 - Odilon Polleunis, calciatore belga († 2023)
- 1943 - Georges Pontier, arcivescovo cattolico francese
- 1943 - Carlos Trillo, fumettista argentino († 2011)
- 1944 - Faisal Abel, ex cestista e allenatore di pallacanestro dominicano
- 1944 - Ferruccio Danini, sindacalista e politico italiano
- 1944 - Roby Facchinetti, cantautore, compositore e tastierista italiano
- 1944 - Suresh Kalmadi, politico e dirigente sportivo indiano
- 1944 - Gabriella Mondello, politica italiana
- 1944 - Sergio Rossetti, atleta italiano († 1997)
- 1944 - Benedetto Vertecchi, pedagogista italiano
- 1945 - Rita Coolidge, cantante e compositrice statunitense
- 1945 - Ruggero Giacomini, storico e politico italiano
- 1946 - Nello Buongiorno, cantante italiano
- 1946 - Tõnu Lepik, ex lunghista sovietico
- 1946 - Joanna Lumley, attrice, attivista e ex modella britannica
- 1946 - Joseph Francis Martino, vescovo cattolico statunitense
- 1946 - Arthur Max, scenografo statunitense
- 1946 - Valerij Muratov, ex pattinatore di velocità su ghiaccio sovietico
- 1946 - Barry Orms, ex cestista statunitense
- 1946 - Luigi Perrone, politico italiano
- 1946 - Jerry Weiss, trombettista statunitense
- 1946 - Heidi Zimmermann, ex sciatrice alpina austriaca
- 1947 - Jacob Bekenstein, fisico israeliano († 2015)
- 1947 - Antonio Malaschini, avvocato italiano
- 1947 - Danilo Popivoda, calciatore jugoslavo († 2021)
- 1947 - Rino Valido, pittore, scultore e designer italiano
- 1948 - Giovanni Brunale, politico italiano
- 1948 - Patricia Hill Collins, scrittrice e docente statunitense
- 1948 - Mario Aldo Montano, ex schermidore italiano
- 1948 - Angelo Pasquini, sceneggiatore, regista e giornalista italiano
- 1948 - Robert Pintenat, calciatore e allenatore di calcio francese († 2008)
- 1949 - Douglas Barr, attore, regista e sceneggiatore statunitense
- 1949 - Massimo Maria Berruti, politico e militare italiano († 2018)
- 1949 - Roberto Bonanni, attore italiano
- 1949 - Leslie Bovee, ex attrice pornografica statunitense
- 1949 - Tulio Furlanič, cantante, batterista e percussionista sloveno
- 1949 - Manfred Gruber, politico austriaco
- 1949 - Tim Hodgkinson, musicista e compositore inglese
- 1949 - Margo Miller, ex schermitrice statunitense
- 1949 - Martina Reichelt, ex cestista tedesca
- 1949 - Giorgio Salvadè, politico e medico svizzero († 2012)
- 1949 - Ryszard Skowronek, ex multiplista polacco
- 1949 - Alejandro Tejeda, ex cestista e allenatore di pallacanestro dominicano
- 1949 - Paul Teutul, Sr., imprenditore e produttore televisivo statunitense
- 1949 - Nadir Vekiloğlu, ex cestista e allenatore di pallacanestro turco
- 1949 - Stanisław Zając, politico e avvocato polacco († 2010)
- 1949 - Fayez al-Tarawneh, politico giordano († 2021)
- 1949 - Gílson Paulo, allenatore di calcio brasiliano
- 1950 - Ken Burbridge, ex cestista australiano
- 1950 - John Diehl, attore statunitense
- 1950 - Dann Florek, attore statunitense
- 1950 - Swanee Hunt, diplomatica statunitense
- 1950 - Werewere Liking, scrittrice, drammaturga e attrice teatrale camerunese
- 1950 - Danny McGrain, allenatore di calcio e ex calciatore scozzese
- 1950 - Giuseppe Mininni, psicologo italiano
- 1950 - Jim Owens, ex cestista statunitense
- 1950 - Marina Stepanova, ex ostacolista sovietica
- 1950 - Yang Jiechi, politico e diplomatico cinese
- 1950 - Sergej Georgievič Zacharov, cantante russo († 2019)
- 1951 - Geoff Lees, ex pilota automobilistico britannico
- 1951 - Sally Mann, fotografa statunitense
- 1951 - Angelo Spinillo, vescovo cattolico italiano
- 1951 - José María Suárez, calciatore argentino († 2025)
- 1952 - Tommaso Barbato, politico italiano
- 1952 - Iosif Dorfman, scacchista francese
- 1952 - Juan Carlos Heredia Anaya, ex calciatore argentino
- 1952 - Paolo Paoletti, rugbista a 15, arbitro di rugby a 15 e attore teatrale italiano († 2020)
- 1952 - Loredana Zugna, ex tiratrice a segno italiana
- 1952 - Andrej Šifrer, compositore e cantautore sloveno
- 1953 - Mayumi Aoki, ex nuotatrice giapponese
- 1953 - Glen Ballard, produttore discografico e musicista statunitense
- 1953 - Brigitte Barèges, politica francese
- 1953 - Pierre Franckh, attore, doppiatore e scrittore tedesco
- 1953 - Carlo Lucherini, politico italiano
- 1953 - Ed Perlmutter, politico e avvocato statunitense
- 1953 - Radhey Shyam, cestista indiano († 2006)
- 1953 - Tamás Szombathelyi, ex pentatleta ungherese
- 1953 - Naoya Uchida, attore e doppiatore giapponese
- 1954 - Giorgio Ajazzone, dirigente sportivo italiano († 2025)
- 1954 - Ron Davis, ex cestista statunitense
- 1954 - Alfonso Di Guida, ex velocista italiano
- 1954 - Thomas Gerard Gallagher, politologo britannico
- 1954 - Giuseppe Gibilisco, ex pugile italiano
- 1954 - Bernd Jäkel, ex velista tedesco
- 1954 - Ray Parker Jr., chitarrista, cantante e compositore statunitense
- 1954 - Silvio Testi, produttore televisivo, produttore teatrale e paroliere italiano
- 1955 - Eric Goldberg, animatore e regista statunitense
- 1955 - Donna Hartley, velocista britannica († 2013)
- 1955 - Kazuro Watanabe, astronomo giapponese
- 1955 - Antonio Ledezma, avvocato e politico venezuelano
- 1955 - Rock Lee, ex cestista statunitense
- 1955 - Bob Lenarduzzi, allenatore di calcio, ex calciatore e dirigente sportivo canadese
- 1955 - Martin O'Donnell, compositore statunitense
- 1955 - Julie Pietri, cantante francese
- 1955 - Uwe Potteck, ex tiratore a segno tedesco
- 1955 - Sidney Powell, avvocato statunitense
- 1955 - José Rafael Quirós Quirós, arcivescovo cattolico costaricano
- 1955 - Ermete Realacci, ambientalista e politico italiano
- 1955 - Ricky Tognazzi, attore, regista e sceneggiatore italiano
- 1955 - András Törőcsik, calciatore ungherese († 2022)
- 1955 - Rodoljub Roki Vulović, cantante serbo
- 1956 - Edin Bahtić, ex calciatore jugoslavo
- 1956 - Danilo De Girolamo, attore, doppiatore e direttore del doppiaggio italiano († 2012)
- 1956 - Phil Foglio, fumettista e disegnatore statunitense
- 1956 - Catherine Frot, attrice francese
- 1956 - Saverio Guarna, direttore della fotografia italiano
- 1956 - Faustino Imbali, politico guineense
- 1956 - Alexander Ivanov, scacchista statunitense
- 1956 - Glan Letheren, calciatore gallese († 2024)
- 1956 - Ahmad Diyāʾ Masʿud, politico afghano
- 1956 - Tim Sale, fumettista statunitense († 2022)
- 1956 - Sergio Vignoni, dirigente sportivo italiano
- 1957 - Marisol Alfonzo, modella venezuelana
- 1957 - Marjorie Blackwood, ex tennista canadese
- 1957 - Fabio Brini, allenatore di calcio e ex calciatore italiano
- 1957 - José Mário Donizeti Baroni, calciatore brasiliano († 1978)
- 1957 - Barbara Hallquist, ex tennista statunitense
- 1957 - Jo Jorgensen, politica statunitense
- 1957 - Steve Meretzky, programmatore e autore di videogiochi statunitense
- 1957 - Uberto Pasolini, produttore cinematografico, regista e sceneggiatore italiano
- 1957 - Craig Shelton, ex cestista statunitense
- 1957 - Richard Swett, politico statunitense
- 1957 - Dave Taylor, ex wrestler britannico
- 1958 - Vittoria Casa, politica italiana
- 1958 - Olga Homeghi, ex canottiera rumena
- 1958 - Maria Ausilia Piroddi, sindacalista italiana († 2011)
- 1958 - Grazia Sestini, politica italiana
- 1958 - Patrice Talon, politico e imprenditore beninese
- 1958 - Angelo Venturelli, ex calciatore italiano
- 1958 - Godelieve Verbruggen, ex cestista belga
- 1959 - Saber Eid, ex calciatore egiziano
- 1959 - Gustavo Ferrín, allenatore di calcio uruguaiano
- 1959 - Roberto Giobbi, illusionista svizzero
- 1959 - Jo Tong-sop, allenatore di calcio nordcoreano
- 1959 - Eddie Johnson, ex cestista statunitense
- 1959 - Jay Lapidus, ex tennista statunitense
- 1959 - Tim Marshall, giornalista e saggista britannico
- 1959 - Darci José Nicioli, arcivescovo cattolico brasiliano
- 1959 - Marcelo Rubens Paiva, scrittore, drammaturgo e giornalista brasiliano
- 1959 - Yasmina Reza, drammaturga, scrittrice e attrice francese
- 1959 - Antonella Roncelli, ex nuotatrice italiana
- 1959 - Daniela Thomas, regista, drammaturga e sceneggiatrice brasiliana
- 1959 - Frédéric Vichot, ex ciclista su strada e pistard francese
- 1960 - Peter Mikkelsen, arbitro di calcio danese († 2019)
- 1960 - Roberto Morandi, ex terrorista italiano
- 1960 - Gabriella Romano, regista e scrittrice italiana
- 1961 - Jan van Aken, politico e biologo tedesco
- 1961 - Andrea Arban, ex sciatore alpino italiano
- 1961 - Timna Brauer, cantante austriaca
- 1961 - Luis Capurro, ex calciatore ecuadoriano
- 1961 - Matt Cartwright, politico e avvocato statunitense
- 1961 - Douglas Crise, montatore statunitense
- 1961 - Saint-Joseph Gadji-Celi, cantante e ex calciatore ivoriano
- 1961 - Sudarat Keyuraphan, politica thailandese
- 1961 - Lee Sterrey, allenatore di calcio e ex calciatore australiano
- 1961 - Clint Malarchuk, ex hockeista su ghiaccio canadese
- 1961 - Vasilij Sidorenko, ex martellista russo
- 1961 - Christo Steyn, ex tennista sudafricano
- 1961 - Ernesto Vargas, ex calciatore uruguaiano
- 1961 - Giuseppe Volpecina, dirigente sportivo e ex calciatore italiano
- 1962 - Jürg Dick, giocatore di curling svizzero
- 1962 - Claudio Golinelli, ex pistard e ciclista su strada italiano
- 1962 - Maia Morgenstern, attrice rumena
- 1962 - Carine Russo, politica belga
- 1962 - Robert Scrigni, cestista australiano († 1987)
- 1962 - Roberto Serniotti, allenatore di pallavolo italiano
- 1962 - Hans Simonsson, ex tennista svedese
- 1962 - Pier Augusto Stagi, giornalista italiano
- 1962 - Jörgen Sundqvist, ex sciatore alpino svedese
- 1963 - Giuseppe Maria Butti, dirigente sportivo, ex calciatore e allenatore di calcio italiano
- 1963 - José Daniel Carreño, allenatore di calcio e ex calciatore uruguaiano
- 1963 - Chen Yuefang, cestista cinese († 2000)
- 1963 - Tommaso Pincio, scrittore italiano
- 1963 - Christine Rossi, ex sciatrice freestyle francese
- 1963 - Sergio Scremin, ex ciclista su strada italiano
- 1963 - Robert Seguso, ex tennista statunitense
- 1963 - Màrius Serra i Roig, scrittore e enigmista spagnolo
- 1963 - Gianni Tonelli, poliziotto, sindacalista e politico italiano
- 1963 - Luca Ubaldeschi, giornalista italiano
- 1963 - Guglielmo di Lussemburgo, principe lussemburghese
- 1964 - Joanna Adler, attrice statunitense
- 1964 - Jeff Bregel, ex giocatore di football americano statunitense
- 1964 - Francesco Cardelli, ex sciatore alpino sammarinese
- 1964 - John Clay, ex giocatore di football americano statunitense
- 1964 - Scott Coffey, attore e regista statunitense
- 1964 - Hisataka Fujikawa, ex calciatore giapponese
- 1964 - Yvonne van Gennip, ex pattinatrice di velocità su ghiaccio olandese
- 1964 - Yūichirō Oguro, regista, sceneggiatore e scrittore giapponese
- 1964 - Auro Palomba, giornalista e dirigente d'azienda italiano
- 1964 - Maria Plakidi, attrice, doppiatrice e direttrice del doppiaggio greca
- 1964 - Bruno Ravel, bassista statunitense
- 1964 - Paco Tous, attore spagnolo
- 1964 - Maurice Dean Wint, attore canadese
- 1964 - Lijia Zhang, scrittrice e giornalista cinese
- 1965 - Maria Amato, attrice italiana
- 1965 - Bernard Barnjak, ex calciatore bosniaco
- 1965 - Gunnar Beck, avvocato e politico tedesco
- 1965 - Margarita Cedeño, politica e avvocato dominicana
- 1965 - Marian Damaschin, ex calciatore rumeno
- 1965 - Debi Diamond, ex attrice pornografica e regista statunitense
- 1965 - Élisabeth Filhol, scrittrice francese
- 1965 - Seija Leino, ex cestista finlandese
- 1965 - Marco Marcello Lupoi, editore italiano
- 1965 - Tiririca, umorista, cantante e politico brasiliano
- 1965 - Pascal de Wilde, ex calciatore belga
- 1966 - Abdelhakim Belhadj, guerrigliero libico
- 1966 - Jaime Calderón Calderón, arcivescovo cattolico messicano
- 1966 - Enzo Fileno Carabba, scrittore italiano
- 1966 - Johnny Colt, bassista statunitense
- 1966 - Nicola Dibitonto, allenatore di calcio e ex calciatore italiano
- 1966 - Anne Fletcher, coreografa, ballerina e attrice statunitense
- 1966 - Franco Landella, politico italiano
- 1966 - Charlie Schlatter, attore e doppiatore statunitense
- 1966 - Olaf Thon, ex calciatore e allenatore di calcio tedesco
- 1966 - Carlos Zanón, scrittore e poeta spagnolo
- 1967 - Yael Arad, ex judoka israeliana
- 1967 - Moses Hamungole, vescovo cattolico zambiano († 2021)
- 1967 - Kendra Kobelka, ex sciatrice alpina canadese
- 1967 - Tim McGraw, cantante, attore e produttore discografico statunitense
- 1967 - Ute Schäper, ex schermitrice tedesca
- 1967 - Sol Kyung-gu, attore sudcoreano
- 1968 - Roque Baños, compositore spagnolo
- 1968 - Oliver Bierhoff, dirigente sportivo e ex calciatore tedesco
- 1968 - Andrea Bruschi, cantante e attore italiano
- 1968 - Stefano Giraldi, ex ciclista su strada italiano
- 1968 - Akiko Kijimuta, ex tennista giapponese
- 1968 - Denise Masino, culturista e modella statunitense
- 1968 - Jean-Claude Mukanya, ex calciatore congolese (Repubblica Democratica del Congo)
- 1968 - Elşad Qadaşev, ex cestista russo
- 1968 - Reinhard Schneider, dirigente d'azienda tedesco
- 1968 - Luke Scott, regista britannico
- 1968 - Barbara Terrinoni, attrice teatrale italiana
- 1968 - Anđelko Urošević, ex calciatore serbo
- 1968 - D'arcy Wretzky, bassista statunitense
- 1969 - Mehmet Altıparmak, allenatore di calcio e ex calciatore turco
- 1969 - Wes Anderson, regista, sceneggiatore e produttore cinematografico statunitense
- 1969 - Agnar Christensen, allenatore di calcio e ex calciatore norvegese
- 1969 - Attila Czanka, ex sollevatore rumeno
- 1969 - Dianne Kahura, ex rugbista a 15 neozelandese
- 1969 - Kurious Jorge, rapper statunitense
- 1969 - Giuseppe Marino, ex calciatore italiano
- 1969 - Mary Lou McDonald, politica irlandese
- 1969 - Frode Moen, ex combinatista nordico norvegese
- 1969 - Yasuyuki Moriyama, ex calciatore giapponese
- 1969 - Billy Owens, ex cestista statunitense
- 1969 - Jonny Searle, ex canottiere britannico
- 1969 - Giacomantonio Tufano, ex cestista italiano
- 1969 - Jack Waite, ex tennista statunitense
- 1969 - Shigeaki Yokota, giocatore di go giapponese
- 1969 - Marcelo Zarvos, pianista e compositore brasiliano
- 1970 - Bernard Butler, chitarrista e produttore discografico britannico
- 1970 - Rosalba De Giorgi, politica italiana
- 1970 - Marco Frigatti, personaggio televisivo italiano
- 1970 - Javi Gracia, allenatore di calcio e ex calciatore spagnolo
- 1970 - Pasquale Gravina, dirigente d'azienda, dirigente sportivo e ex pallavolista italiano
- 1970 - Nik Gugger, politico svizzero
- 1970 - Siegrid Pallhuber, ex biatleta italiana
- 1970 - Josef Zinnbauer, allenatore di calcio e ex calciatore tedesco
- 1971 - Amedeo Bottaro, politico italiano
- 1971 - Amira Casar, attrice britannica
- 1971 - Youma Diakite, ex modella, personaggio televisivo e attrice maliana
- 1971 - Fredy Franzutti, coreografo e regista italiano
- 1971 - Kwanza Hall, politico statunitense
- 1971 - Artur Kohutek, ex ostacolista polacco
- 1971 - Ajith Kumar, attore indiano
- 1971 - Eva Lund, giocatrice di curling svedese
- 1971 - Julius Nwosu, ex cestista e allenatore di pallacanestro nigeriano
- 1971 - Renée Poetschka, ex velocista australiana
- 1971 - Inesu Emiko Takeoka, ex calciatrice giapponese
- 1971 - Milo Twomey, attore, doppiatore e conduttore radiofonico inglese
- 1971 - Wang Yu, avvocata e attivista cinese
- 1972 - Angela Alupei, ex canottiera rumena
- 1972 - Alessandro Antonello, pilota motociclistico italiano
- 1972 - Julie Benz, attrice statunitense
- 1972 - Zdravko Drinčić, ex calciatore montenegrino
- 1972 - Hélène Fillières, attrice, sceneggiatrice e regista francese
- 1972 - Raphaël Martinez, ciclista su strada e dirigente sportivo francese
- 1972 - Steinar Nilsen, allenatore di calcio e ex calciatore norvegese
- 1972 - Ketty Riga, giornalista e conduttrice televisiva italiana
- 1972 - Slobodan Šljivančanin, ex cestista macedone
- 1972 - Ramzi bin al-Shibh, terrorista yemenita
- 1973 - Nieves Anula, ex cestista spagnola
- 1973 - Paul Burke, rugbista a 15 e allenatore di rugby a 15 irlandese
- 1973 - Diana Hayden, modella, attrice e personaggio televisivo indiana
- 1973 - Raffaello Leonardo, canottiere italiano
- 1973 - Scott Marshall, allenatore di calcio e ex calciatore scozzese
- 1973 - Curtis Martin, ex giocatore di football americano statunitense
- 1973 - Guido Masala, fumettista e pubblicitario italiano
- 1973 - Oliver Neuville, allenatore di calcio e ex calciatore svizzero
- 1973 - Shen Si, ex calciatore e ex giocatore di calcio a 5 cinese
- 1973 - Rhonda Smith, ex cestista statunitense
- 1973 - Helmut Wittek, cantante e tecnico del suono tedesco
- 1973 - Susanne Wolff, attrice tedesca
- 1973 - Naoki Yoshida, autore di videogiochi giapponese
- 1974 - Tiffany Fallon, modella statunitense
- 1974 - Charlene Gonzales, modella e attrice filippina
- 1974 - Lornah Kiplagat, maratoneta e mezzofondista keniota
- 1974 - Kōnstantinos Mīna, ex calciatore cipriota
- 1974 - Carlo Negri, autore televisivo, drammaturgo e scrittore italiano
- 1974 - Matteo Viviani, personaggio televisivo italiano
- 1975 - Paloma Baeza, attrice e regista britannica
- 1975 - Austin Croshere, ex cestista statunitense
- 1975 - Henrik Dahl, ex calciatore svedese
- 1975 - Robert Dennis, ex velocista liberiano
- 1975 - Edit Eördögh, ex cestista ungherese
- 1975 - Marc-Vivien Foé, calciatore camerunese († 2003)
- 1975 - Francesco Grillo, economista e manager italiano
- 1975 - Yan Cleiton de Lima Razera, ex calciatore brasiliano
- 1975 - Christian Manfredini, dirigente sportivo, allenatore di calcio e ex calciatore italiano
- 1975 - Jodhi May, attrice britannica
- 1975 - Nima Nakisa, ex calciatore iraniano
- 1975 - Călin Peter Netzer, regista e sceneggiatore rumeno
- 1975 - Neil Sandilands, attore e regista sudafricano
- 1975 - Aleksej Smertin, ex calciatore russo
- 1975 - Antwain Smith, ex cestista statunitense
- 1976 - Elena Amirova, ex schermitrice azera
- 1976 - Michele Frangilli, arciere italiano
- 1976 - Dušan Kerkez, allenatore di calcio e ex calciatore bosniaco
- 1976 - Laura Lindstedt, scrittrice finlandese
- 1976 - Darius McCrary, attore statunitense
- 1976 - Anna Olsson, ex fondista svedese
- 1976 - Arianna Perilli, tiratrice a volo italiana
- 1976 - Violante Placido, attrice e cantante italiana
- 1976 - Patricia Stokkers, ex nuotatrice olandese
- 1977 - Jaenal Ichwan, ex calciatore indonesiano
- 1977 - Jean-Michel Lesage, ex calciatore francese
- 1977 - Vera Lischka, ex nuotatrice austriaca
- 1977 - Diógenes Luna, ex pugile cubano
- 1977 - Gabe Serbian, batterista, chitarrista e cantante statunitense († 2022)
- 1977 - Aurtis Whitley, ex calciatore trinidadiano
- 1977 - Daniel Xhafaj, ex calciatore albanese
- 1978 - Mayis Azizyan, ex calciatore armeno
- 1978 - Andrea Bartoletti, ex pallavolista italiano
- 1978 - James Badge Dale, attore statunitense
- 1978 - Slavica Jocović, ex cestista jugoslava
- 1978 - John Linehan, ex cestista e allenatore di pallacanestro statunitense
- 1978 - Isaac Okoronkwo, ex calciatore nigeriano
- 1978 - Michael Russell, allenatore di tennis e ex tennista statunitense
- 1978 - Lorene Scafaria, sceneggiatrice, drammaturga e attrice statunitense
- 1978 - Isabelle Vitari, attrice, regista e sceneggiatrice francese
- 1979 - Mauro Bergamasco, ex rugbista a 15 italiano
- 1979 - Lars Berger, ex biatleta e fondista norvegese
- 1979 - Jennifer Botterill, ex hockeista su ghiaccio canadese
- 1979 - Björn De Wilde, ex calciatore belga
- 1979 - Ben Easter, attore statunitense
- 1979 - Julian Gilbey, regista, sceneggiatore e montatore britannico
- 1979 - Tadaaki Hirakawa, allenatore di calcio e ex calciatore giapponese
- 1979 - Michelle Perry, ex ostacolista e multiplista statunitense
- 1979 - Pauli Rantasalmi, chitarrista finlandese
- 1980 - Blu, artista italiano
- 1980 - Marvin Cabrera, ex calciatore messicano
- 1980 - Giampaolo Ciarcià, ex calciatore italiano
- 1980 - Jacek Dehnel, poeta, scrittore e pittore polacco
- 1980 - Jacqueline Frank, ex pallanuotista statunitense
- 1980 - ZAZ, cantante francese
- 1980 - Inês Henriques, marciatrice portoghese
- 1980 - Sam Okoye, calciatore nigeriano († 2005)
- 1980 - Niyaməddin Paşayev, taekwondoka azero
- 1980 - Jay Reatard, musicista statunitense († 2010)
- 1980 - Radoslav Rochallyi, poeta, filosofo e scrittore slovacco
- 1980 - Anouk Saint Jours, pentatleta francese
- 1980 - Julija Tabakova, ex velocista russa
- 1980 - Ana Claudia Talancón, attrice messicana
- 1980 - David Wright, ex calciatore inglese
- 1981 - Tór-Ingar Akselsen, ex calciatore faroese
- 1981 - Julio Álvarez, ex calciatore venezuelano
- 1981 - Derek Asamoah, calciatore ghanese
- 1981 - Fausto Budicin, allenatore di calcio e ex calciatore croato
- 1981 - Anton Elizarov, mercenario e criminale di guerra russo
- 1981 - Aljaksandr Hleb, ex calciatore bielorusso
- 1981 - Cimafej Kalačoŭ, ex calciatore bielorusso
- 1981 - Mike Lenzly, ex cestista e allenatore di pallacanestro britannico
- 1981 - Simon Tedeschi, pianista australiano
- 1981 - Wang Sheng, ex calciatore cinese
- 1981 - Wes Welker, ex giocatore di football americano e allenatore di football americano statunitense
- 1982 - Ambrose Akinmusire, trombettista e compositore statunitense
- 1982 - Yalçın Ayhan, ex calciatore turco
- 1982 - António Alberto Bastos Pimparel, ex calciatore portoghese
- 1982 - Andy Dorman, ex calciatore gallese
- 1982 - Jamie Dornan, attore, supermodello e musicista irlandese
- 1982 - Carson Fagan, calciatore britannico
- 1982 - Mark Farren, calciatore irlandese († 2016)
- 1982 - Tommy Robredo, allenatore di tennis e ex tennista spagnolo
- 1982 - Darijo Srna, dirigente sportivo, allenatore di calcio e ex calciatore croato
- 1982 - Thomas Wood, calciatore britannico
- 1982 - Katya Zamolodchikova, comico e attore statunitense
- 1983 - Alain Bernard, ex nuotatore francese
- 1983 - Francesco Borgonovo, giornalista, saggista e conduttore radiofonico italiano
- 1983 - Franco Cabrera, calciatore cileno
- 1983 - Golnaz Hashemzadeh Bonde, scrittrice iraniana
- 1983 - Jonathan Hawkins, scacchista britannico
- 1983 - Kevin Kruger, allenatore di pallacanestro e ex cestista statunitense
- 1983 - Park Hae-jin, modello e attore sudcoreano
- 1983 - Raja Rafe, calciatore siriano
- 1983 - Fran Vázquez, ex cestista spagnolo
- 1984 - David Backes, ex hockeista su ghiaccio statunitense
- 1984 - Kerry Bishé, attrice neozelandese
- 1984 - Mišo Brečko, ex calciatore sloveno
- 1984 - Adam Chadaj, ex tennista polacco
- 1984 - Sacha Dhawan, attore britannico
- 1984 - Alexander Farnerud, allenatore di calcio e ex calciatore svedese
- 1984 - Mikkel Boe Følsgaard, attore danese
- 1984 - Martina Guiggi, ex pallavolista italiana
- 1984 - Atsushi Kimura, ex calciatore giapponese
- 1984 - Keiichirō Koyama, cantante e attore giapponese
- 1984 - Li Na, tuffatrice cinese
- 1984 - Víctor Hugo Montaño, ex calciatore colombiano
- 1984 - Mindaugas Panka, ex calciatore lituano
- 1984 - Therry Racon, ex calciatore francese
- 1984 - Bruno Rossa, giocatore di calcio a 5 brasiliano
- 1984 - Henry Zebrowski, attore e umorista statunitense
- 1985 - Nicolás Artajo, attore e doppiatore tedesco
- 1985 - Filip Ivanovski, ex calciatore macedone
- 1985 - Hervé Kambou, calciatore ivoriano
- 1985 - Shpat Kasapi, cantante albanese
- 1985 - Chad Mendes, artista marziale misto statunitense
- 1985 - Adrian Olegov, ex calciatore bulgaro
- 1985 - Lucas Ordóñez, pilota automobilistico spagnolo
- 1985 - Philipp Pentke, calciatore tedesco
- 1985 - Pramila Rijal, velocista nepalese
- 1985 - Juan Carlos Sánchez Ampuero, calciatore boliviano
- 1985 - Drew Sidora, attrice e personaggio televisivo statunitense
- 1986 - Georges Ambourouet, calciatore gabonese
- 1986 - Gülcan Arslan, attrice turca
- 1986 - Christian Benítez, calciatore ecuadoriano († 2013)
- 1986 - Dakota Cochrane, artista marziale misto, pugile e ex attore pornografico statunitense
- 1986 - Chris Coy, attore statunitense
- 1986 - Damián Díaz, calciatore argentino
- 1986 - Igor Djoman, ex calciatore francese
- 1986 - Marinella Falca, ginnasta italiana
- 1986 - Jerrell Freeman, giocatore di football americano statunitense
- 1986 - Kenji Fujimitsu, velocista giapponese
- 1986 - Abby Huntsman, giornalista e conduttrice televisiva statunitense
- 1986 - Jesse Klaver, politico olandese
- 1986 - Mateusz Kościukiewicz, attore polacco
- 1986 - Denys Kulakov, ex calciatore ucraino
- 1986 - Vanes Martirosyan, pugile statunitense
- 1986 - Dani Massunguna, ex calciatore angolano
- 1986 - Domenico Montrone, canottiere italiano
- 1986 - Nildo Petrolina, calciatore brasiliano
- 1986 - Mamadou Samassa, ex calciatore francese
- 1986 - Robert Seligman, ginnasta croato
- 1986 - Marina Tauber, politica moldava
- 1986 - Bruno Teles, ex calciatore brasiliano
- 1986 - Diego Valeri, dirigente sportivo e ex calciatore argentino
- 1986 - Kazuyoshi Yokota, pallavolista giapponese
- 1987 - Jufain Al-Bishi, ex calciatore saudita
- 1987 - Leonardo Bonucci, ex calciatore italiano
- 1987 - Matt Di Angelo, attore e cantante inglese
- 1987 - Jerome Dyson, ex cestista statunitense
- 1987 - Alison Julia Forest, attrice, scenografa e produttrice cinematografica italiana
- 1987 - Amir Johnson, ex cestista e allenatore di pallacanestro statunitense
- 1987 - Ryan Mathews, giocatore di football americano statunitense
- 1987 - Rory McArdle, ex calciatore nordirlandese
- 1987 - Tezdžan Naimova, velocista bulgara
- 1987 - Saidi Ntibazonkiza, calciatore burundese
- 1987 - Saško Pandev, ex calciatore macedone
- 1987 - Shahar Peer, ex tennista israeliana
- 1987 - Andrej Prskalo, calciatore croato
- 1987 - Rikihiro Sugiyama, ex calciatore giapponese
- 1987 - Chastin West, ex giocatore di football americano statunitense
- 1987 - Claudia Wurzel, canottiera italiana
- 1987 - Masaki Yanagawa, allenatore di calcio e ex calciatore giapponese
- 1988 - Mohamed Awal, calciatore ghanese
- 1988 - Nicholas Braun, attore statunitense
- 1988 - Massimo Camin, ex hockeista su ghiaccio italiano
- 1988 - Francesco De Rinaldis, hockeista su pista italiano
- 1988 - Hélton Dos Reis, ex calciatore francese
- 1988 - Frédéric Gounongbe, ex calciatore belga
- 1988 - Tina Grassow, pattinatrice di short track tedesca
- 1988 - Joe Hendry, wrestler scozzese
- 1988 - Maksim Huscik, sciatore freestyle bielorusso († 2023)
- 1988 - Faicel Jaballah, judoka tunisino
- 1988 - Tom Lucy, canottiere britannico
- 1988 - Nicolò Manfredini, calciatore italiano
- 1988 - Teodor Peterson, ex fondista svedese
- 1988 - Anushka Sharma, attrice indiana
- 1988 - Andrew Stadler, ex calciatore statunitense
- 1989 - Ihab Abdelrahman, giavellottista egiziano
- 1989 - Alejandro Arribas, calciatore spagnolo
- 1989 - Maicol Berretti, calciatore sammarinese
- 1989 - Valentina Bonariva, modella e ballerina italiana
- 1989 - Denzel Bowles, ex cestista statunitense
- 1989 - James Cusati-Moyer, attore statunitense
- 1989 - Murtaz Daushvili, ex calciatore georgiano
- 1989 - Tımýr Dosmagambetov, calciatore kazako
- 1989 - Armindo Fonseca, ex ciclista su strada francese
- 1989 - Cayla Francis, cestista australiana
- 1989 - Alexander Grünwald, ex calciatore austriaco
- 1989 - Thomas Löffler, allenatore di calcio e ex calciatore austriaco
- 1989 - May Mahlangu, ex calciatore sudafricano
- 1989 - Victoria Monét, cantautrice statunitense
- 1989 - Bryshon Nellum, velocista statunitense
- 1989 - Mitch Nichols, ex calciatore australiano
- 1989 - Philipp Schwethelm, ex cestista tedesco
- 1989 - Koyomi Tominaga, pallavolista giapponese
- 1989 - Ewa Nelip, schermitrice polacca
- 1989 - Emma Wikén, fondista svedese
- 1989 - Natália Šubrtová, ex sciatrice alpina slovacca
- 1990 - Catello Amarante, canottiere italiano
- 1990 - Vítor Bastos, calciatore portoghese
- 1990 - Diego Contento, calciatore tedesco
- 1990 - Scooter Gennett, giocatore di baseball statunitense
- 1990 - Ricardo Glenn, cestista statunitense
- 1990 - Fernando Godoy, calciatore argentino
- 1990 - Nanuka Gogichaishvili, modella georgiana
- 1990 - Sifiso Hlanti, calciatore sudafricano
- 1990 - Nicolas Lang, cestista francese
- 1990 - Mart Lieder, ex calciatore olandese
- 1990 - Jade Mandorino, ballerina svizzera
- 1990 - Slađan Nikodijević, ex calciatore francese
- 1990 - Esteban Pavez, calciatore e ex giocatore di calcio a 5 cileno
- 1990 - Kirill Peskov, cosmonauta russo
- 1990 - Piotr Robakowski, ex calciatore polacco
- 1990 - Anna Rosenwasser, scrittrice e politica svizzera
- 1990 - Valentina Scandolara, ex ciclista su strada, pistard e ciclocrossista italiana
- 1990 - Patrick Schelling, ex ciclista su strada svizzero
- 1990 - Caitlin Stasey, attrice australiana
- 1990 - Paul Worrilow, ex giocatore di football americano statunitense
- 1990 - Jackson de Souza, calciatore brasiliano
- 1991 - Rubén Alcaraz, calciatore spagnolo
- 1991 - Kristin Carpenter, pallavolista statunitense
- 1991 - Edu Durán, cestista spagnolo
- 1991 - Kalid Gaillard, calciatore americo-verginiano
- 1991 - Bilal Hamdi, ex calciatore algerino
- 1991 - Abdisalam Ibrahim, calciatore somalo
- 1991 - Henna Johansson, lottatrice svedese
- 1991 - Levina, cantante tedesca
- 1991 - Bartosz Salamon, calciatore polacco
- 1991 - Dominik Schwaiger, ex sciatore alpino tedesco
- 1991 - Roscoe Smith, cestista statunitense
- 1991 - Marcus Stroman, giocatore di baseball statunitense
- 1991 - Daniel Talbot, velocista britannico
- 1992 - Bryon Allen, cestista statunitense
- 1992 - Sammy Ameobi, ex calciatore nigeriano
- 1992 - Madeline Brewer, attrice statunitense
- 1992 - Marco Carrara, giornalista, conduttore televisivo e autore televisivo italiano
- 1992 - David Cortés Armero, ex calciatore colombiano
- 1992 - Guilherme Dellatorre, calciatore brasiliano
- 1992 - Teya Dora, cantautrice serba
- 1992 - Akito Fukuta, calciatore giapponese
- 1992 - Jakob Haugaard, calciatore danese
- 1992 - Kim Won-jin, judoka sudcoreano
- 1992 - Timothy Morovick, giocatore di football americano statunitense
- 1992 - Bradley Roby, giocatore di football americano statunitense
- 1992 - Tautvydas Sabonis, allenatore di pallacanestro e ex cestista lituano
- 1992 - Sebastian Tretola, giocatore di football americano statunitense
- 1992 - Virimi Vakatawa, rugbista a 15 neozelandese
- 1992 - Matěj Vydra, calciatore ceco
- 1993 - Jean-Christophe Bahebeck, ex calciatore francese
- 1993 - Anastasija Beljakova, pugile russa
- 1993 - Jean Deretti, ex calciatore brasiliano
- 1993 - Stefan Dimić, calciatore serbo
- 1993 - Francesco Forte, calciatore italiano
- 1993 - Iraklīs Garoufalias, calciatore greco
- 1993 - Benik Hovhannisyan, calciatore armeno
- 1993 - Igor Aquino da Silva, calciatore brasiliano
- 1993 - Itamunua Keimuine, calciatore namibiano
- 1993 - Rutger Koppelaar, astista olandese
- 1993 - Jean-Pierre Nsame, calciatore camerunese
- 1993 - Agustín Sandona, calciatore argentino
- 1993 - Michele Spotti, direttore d'orchestra italiano
- 1993 - Sepp Straka, golfista austriaco
- 1993 - Masaya Tashiro, calciatore giapponese
- 1993 - Jorge Trinidad, calciatore uruguaiano
- 1993 - Gabriele Vassallo, pallanuotista italiano
- 1993 - Alexis Vega, calciatore argentino
- 1994 - Kahraman Demirtaș, calciatore turco
- 1994 - İlkay Durmuş, calciatore tedesco
- 1994 - Lewis Gibson, danzatore su ghiaccio britannico
- 1994 - Daniel Granli, calciatore norvegese
- 1994 - Kacy Hill, cantante statunitense
- 1994 - Petra Hynčicová, fondista ceca
- 1994 - Edgar Ié, calciatore guineense
- 1994 - Jirakit Kuariyakul, attore televisivo thailandese
- 1994 - Lin Sheng, schermitrice cinese
- 1994 - Sean Maguire, calciatore inglese
- 1994 - Juan Carlos Mora, ex calciatore venezuelano
- 1994 - Wallace Oliveira dos Santos, ex calciatore brasiliano
- 1994 - Maxi Oruste, hockeista su pista argentino
- 1994 - Eddie Roberts, calciatore panamense
- 1994 - Karim Rossi, calciatore svizzero
- 1994 - Steffen Schäfer, calciatore tedesco
- 1994 - Kōsuke Shirai, calciatore giapponese
- 1994 - Krisztián Tóth, judoka ungherese
- 1994 - Zheng Shuyin, taekwondoka cinese
- 1994 - Chamzat Čimaev, artista marziale misto russo
- 1995 - Zachary Blair, giocatore di football americano statunitense
- 1995 - Artie Burns, giocatore di football americano statunitense
- 1995 - Andressa Cavalari Machry, calciatrice brasiliana
- 1995 - Marcus Gerd, giocatore di calcio a 5 e calciatore svedese
- 1995 - Clàudia Guri, altista, lunghista e astista andorrana
- 1995 - Joarlem Batista Santos, calciatore brasiliano
- 1995 - Bevis Mugabi, calciatore inglese
- 1995 - Arisa Matsubara, calciatrice giapponese
- 1995 - Serigne Niang, calciatore senegalese
- 1995 - Márió Németh, calciatore ungherese
- 1995 - Preslav Petrov, ex calciatore bulgaro
- 1995 - Mohamed Queta, cestista francese
- 1995 - Josh Andrés Rivera, attore statunitense
- 1995 - Falaye Sacko, calciatore maliano
- 1995 - Jake Smith, hockeista su ghiaccio canadese
- 1996 - Álvaro Aguado, calciatore spagnolo
- 1996 - Rachel Corboz, calciatrice statunitense
- 1996 - Islam Gaber, calciatore egiziano
- 1996 - Nate Grimes, cestista statunitense
- 1996 - Gustav Iden, triatleta norvegese
- 1996 - Sydney Imbeau, attrice canadese
- 1996 - François Kamano, calciatore guineano
- 1996 - Danique Kerkdijk, calciatrice olandese
- 1996 - Souleymane Koné, calciatore ivoriano
- 1996 - Gladys Mbabazi, giocatrice di badminton ugandese
- 1996 - Joel Neves, calciatore saotomense
- 1996 - William Nylander, hockeista su ghiaccio svedese
- 1996 - Julio Joao Ortiz, calciatore ecuadoriano
- 1996 - Luca Palmiero, calciatore italiano
- 1996 - Michela Rucli, pallavolista italiana
- 1996 - Michael Seaton, calciatore giamaicano
- 1997 - Issam Al-Sabhi, calciatore omanita
- 1997 - Keandre Cook, cestista statunitense
- 1997 - Mattia Da Campo, cestista italiano
- 1997 - Steven Dubois, pattinatore di short track canadese
- 1997 - Liam Evans, calciatore britannico
- 1997 - Maximiliano Falcón, calciatore uruguaiano
- 1997 - Ariel Gade, attrice statunitense
- 1997 - Bertie Gilbert, regista e attore britannico
- 1997 - José Santiago Hernández, calciatore messicano
- 1997 - Anfernee Jennings, giocatore di football americano statunitense
- 1997 - Tevin Mack, cestista statunitense
- 1997 - Chiedozie Ogbene, calciatore nigeriano
- 1997 - Juan Orellana, calciatore argentino
- 1997 - Léon-Maurice Pöhls, calciatore tedesco
- 1997 - Nicolás Ramírez Aguilera, calciatore cileno
- 1997 - Pietro Riva, mezzofondista italiano
- 1997 - Brandon Sampson, cestista statunitense
- 1997 - Miles Sanders, giocatore di football americano statunitense
- 1997 - Brandon Solazzi, cestista italiano
- 1997 - Dīmītrīs Stavropoulos, calciatore greco
- 1997 - Lucrezia Zanetti, cestista italiana
- 1997 - Rendijs Šibass, calciatore lettone
- 1998 - João Bachi, calciatore portoghese
- 1998 - Kristiane Bekkestad, ex sciatrice alpina norvegese
- 1998 - Mahalia, cantante britannica
- 1998 - Tyasha Harris, cestista statunitense
- 1998 - Kang Kum-song, lottatore nordcoreano
- 1998 - Federico Massone, cestista italiano
- 1998 - Sukhmail Mathon, cestista statunitense
- 1998 - Callum O'Hare, calciatore inglese
- 1998 - Grayson Russell, attore statunitense
- 1998 - Jacopo Sandron, lottatore italiano
- 1998 - Besim Šerbečić, calciatore bosniaco
- 1998 - Hemeya Tanjy, calciatore mauritano
- 1998 - Elodie Tshilumba, altista lussemburghese
- 1999 - YNW Melly, rapper statunitense
- 1999 - Cristian Franco, calciatore uruguaiano
- 1999 - Marco Imperiale, calciatore italiano
- 1999 - Murali Karthikeyan, scacchista indiano
- 1999 - Varazdat Lalayan, sollevatore armeno
- 1999 - Theodor Landström, giocatore di football americano svedese
- 1999 - Imrân Louza, calciatore francese
- 1999 - Romain Ntamack, rugbista a 15 francese
- 1999 - Tiffany Stratton, wrestler statunitense
- 1999 - Akhyar Rashid, calciatore malaysiano
- 2000 - Benson Anang, calciatore ghanese
- 2000 - Ibrahim Bayesh, calciatore iracheno
- 2000 - Paul Charpentier, calciatore argentino
- 2000 - András Csonka, calciatore ungherese
- 2000 - Joshua Edwards, pugile statunitense
- 2000 - Emily Engstler, cestista statunitense
- 2000 - Florian Flick, calciatore tedesco
- 2000 - Rema, cantante e rapper nigeriano
- 2000 - Elijah Just, calciatore neozelandese
- 2000 - Lukas Klitten, calciatore danese
- 2000 - Balša Koprivica, cestista serbo
- 2000 - Christopher Smith II, giocatore di football americano statunitense
- 2000 - Najeeb Yakubu, calciatore ghanese
- 2000 - Guilherme Biro, calciatore brasiliano

## XXI secolo(34)
- 2001 - Shōta Fujio, calciatore giapponese
- 2001 - Fredy Martínez, calciatore uruguaiano
- 2001 - Jasmine Moore, lunghista e triplista statunitense
- 2001 - Yannick Pandor, calciatore comoriano
- 2001 - Rebecca Piva, pallavolista italiana
- 2001 - Fatmir Prengaj, calciatore albanese
- 2001 - Nicolò Renna, velista italiano
- 2001 - Nicolás Rodríguez, calciatore uruguaiano
- 2001 - Ísak Þorvaldsson, calciatore islandese
- 2002 - Mathis Desloges, fondista francese
- 2002 - Thierry Gale, calciatore barbadiano
- 2002 - Gal Glivar, ciclista su strada e pistard sloveno
- 2002 - Chet Holmgren, cestista statunitense
- 2002 - Jaylin Lane, giocatore di football americano statunitense
- 2002 - Masato Sasaki, calciatore giapponese
- 2002 - David Vidales, pilota automobilistico spagnolo
- 2002 - Roan Wilson, calciatore costaricano
- 2003 - Henry Addo, calciatore ghanese
- 2003 - Maksim Bartolj, saltatore con gli sci sloveno
- 2003 - Natalia Rose Caloiero, nuotatrice artistica australiana
- 2003 - Lizzy Greene, attrice statunitense
- 2003 - Cade Owens, attore statunitense
- 2003 - Kiril Popov, calciatore ucraino
- 2004 - Charli D'Amelio, ballerina statunitense
- 2004 - Thibaud Gruel, ciclista su strada e ciclocrossista francese
- 2004 - SadSvit, cantante ucraino
- 2004 - Facundo de León, calciatore uruguaiano
- 2005 - Mone Chiba, pattinatrice artistica su ghiaccio giapponese
- 2005 - Linda Fruhvirtová, tennista ceca
- 2005 - Ruairi McConville, calciatore nordirlandese
- 2006 - Cansın Kütüçoğlu, nuotatrice artistica turca
- 2006 - Lewis Miley, calciatore inglese
- 2007 - He Zhien, sincronetta cinese
- 2009 - Sofie Schindlerová, nuotatrice artistica ceca